# Liste der Biografien/Ki
Liste der Biografien |
Portal Biografien |
Personensuche
# |
A |
B |
C |
D |
E |
F |
G |
H |
I |
J |
K |
L |
M |
N |
O |
P |
Q |
R |
S |
T |
U |
V |
W |
X |
Y |
Z |
?
 
Ka |
Kb |
Kc |
Kd |
Ke |
Kf |
Kg |
Kh |
Ki |
Kj |
Kl |
Km |
Kn |
Ko |
Kp |
Kr |
Ks |
Kt |
Ku |
Kv |
Kw |
Ky |
Kx |
Kz
 
Kia |
Kib |
Kic |
Kid |
Kie |
Kif |
Kig |
Kih |
Kii |
Kij |
Kik |
Kil |
Kim |
Kin |
Kio |
Kip |
Kir |
Kis |
Kit |
Kiu |
Kiv |
Kiw |
Kix |
Kiy |
Kiz
Die Liste der Biografien führt alle Personen auf, die in der deutschsprachigen Wikipedia einen Artikel haben. Dieses ist eine Teilliste mit 8 Einträgen von Personen, deren Namen mit den Buchstaben „Ki“ beginnt.

## Ki
- Ki no Haseo (845–912), japanischer Dichter, Gelehrter und Politiker
- Ki no Kaion (1663–1742), japanischer Schriftsteller
- Ki no Tomonori († 904), japanischer Dichter
- Ki no Tsurayuki (872–945), japanischer Schriftsteller Dichter und Höfling
- Ki, Baitei (1734–1810), japanischer Maler (Nanga-Stil)
- Ki, Bo-bae (* 1988), südkoreanische BogenschützinKi Bo-bae (* 1988)

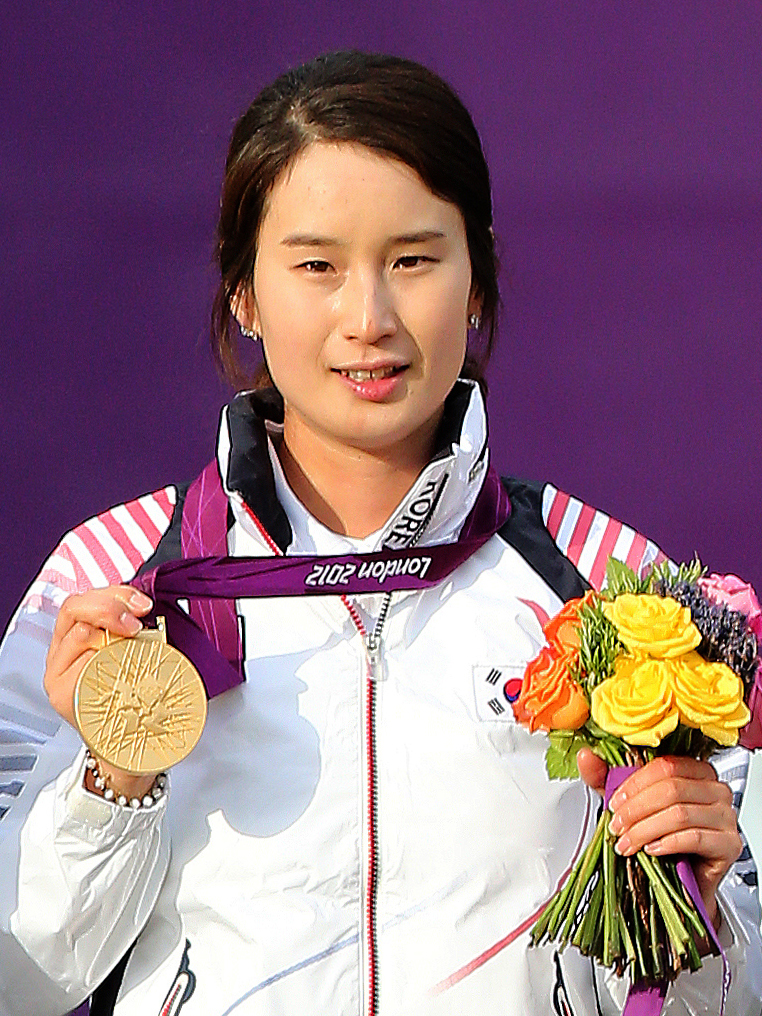
Ki Bo-bae (* 1988)

- Ki, Sung-yong (* 1989), südkoreanischer Fußballspieler
- Ki-Zerbo, Joseph (1922–2006), afrikanischer Historiker und Politiker